# Uschi Eid

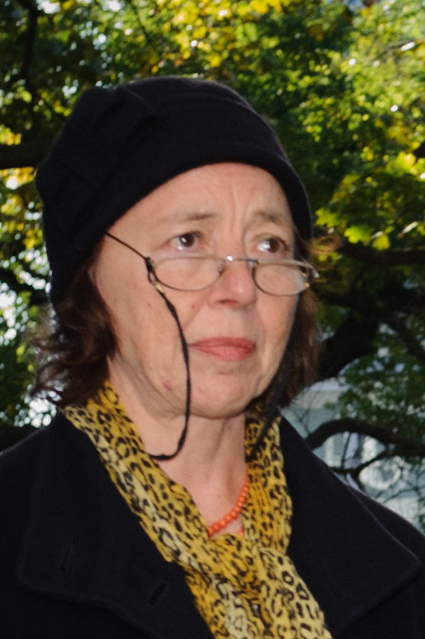
Uschi Eid (2011)

Ursula „Uschi“ Eid (* 18. Mai 1949 in Landau in der Pfalz) ist eine deutsche Politikerin (Bündnis 90/Die Grünen).
Von 1998 bis 2005 war sie parlamentarische Staatssekretärin bei der Bundesministerin für wirtschaftliche Zusammenarbeit und Entwicklung sowie erste persönliche Afrikabeauftragte des Bundeskanzlers Gerhard Schröder. Seit Oktober 2015 ist sie Präsidentin der Deutschen Afrika Stiftung.

## Leben und Beruf
Nach dem Abitur 1969 in Landau absolvierte Ursula Eid ein Studium der Haushaltswissenschaft an den Universitäten Hohenheim und Wageningen (Niederlande), welches sie als Diplom-Haushaltswissenschaftlerin beendete. Es folgte ein Postgraduiertenstudium in Oregon (USA). Von 1976 bis 1985 war sie als wissenschaftliche Mitarbeiterin an der Universität Hohenheim tätig. Von 1992 bis 1994 war sie im Auftrag der Deutschen Ausgleichsbank und der Gesellschaft für technische Zusammenarbeit (GTZ) in Eritrea tätig. 1993 erfolgte ihre Promotion zum Dr. rer. soc.
Ursula Eid ist verheiratet.
Seit 2009 lehrt sie an der Hochschule Osnabrück Nachhaltigkeit in der Wasserver- und Wasserentsorgung. Der Internationale Verband der Hydrogeologen (IAH) zeichnete sie 2012 für ihr Engagement für weltweit sauberes Trinkwasser und sanitäre Grundversorgung mit dem Distinguished Associate Award aus.
Des Weiteren wurde ihr 2010 der japanische mehrfarbige Orden der Aufgehenden Sonne am Band verliehen.
Eid ist seit Oktober 2015 Präsidentin der Deutschen Afrika Stiftung, zuvor war sie dort bereits Vizepräsidentin.

## Partei
Eid ist seit 1980 Mitglied bei den Grünen. Von 1991 bis 1993 gehörte sie dem Grünen-Landesvorstand in Baden-Württemberg an.

## Abgeordnete
Am 17. April 1985 rückte sie über das bei den Grünen damals herrschende Rotationsprinzip für die ausgeschiedene Abgeordnete Marieluise Beck-Oberdorf in den Deutschen Bundestag nach. Sie war dann von 1985 bis 1987 stellvertretende parlamentarische Geschäftsführerin der Grünen-Bundestagsfraktion. Da die Grünen bei der Bundestagswahl 1990 an der Fünf-Prozent-Hürde scheiterten, schied sie aus dem Bundestag aus.
Von 1994 bis 2009 war sie erneut Mitglied des Deutschen Bundestages. Sie war hier von 1994 bis 1998 stellvertretende Vorsitzende des Bundestagsausschusses für wirtschaftliche Zusammenarbeit und Entwicklung und gleichzeitig entwicklungspolitische Sprecherin der Grünen-Bundestagsfraktion. Von 2005 bis 2009 war sie Sprecherin für auswärtige Kulturpolitik. Zur Bundestagswahl 2009 kandidierte sie vergeblich für einen aussichtsreichen Listenplatz, so dass sie mit Ablauf der Legislaturperiode aus dem Bundestag ausschied.
Ursula Eid zog stets über die Landesliste Baden-Württemberg in den Bundestag ein.

## Öffentliche Ämter
Nach der Bundestagswahl 1998 wurde sie am 27. Oktober 1998 als parlamentarische Staatssekretärin bei der Bundesministerin für wirtschaftliche Zusammenarbeit und Entwicklung in die von Bundeskanzler Gerhard Schröder geführte Bundesregierung berufen.
Ab Oktober 2001 war sie außerdem G8-Afrika-Beauftragte des Bundeskanzlers. Nach der Bundestagswahl 2005 schied sie am 22. November 2005 aus dem Amt.
Seit 2004 gehört Ursula Eid dem Beratungsausschuss des UN-Generalsekretärs zu „Wasser und Sanitärer Grundversorgung“ an und ist dessen stellvertretende Vorsitzende.

## Kabinette
- Kabinett Schröder I – Kabinett Schröder II